# Уиллис, Уэсли
Уэсли Уиллис (англ. Wesley Willis, 31 мая 1963, Чикаго, штат Иллинойс, США — 21 августа 2003, Скоки, округ Кук, штат Иллинойс, США) — музыкант, художник и автор песен.

## Биография
Уиллис был чернокожим мужчиной весом существенно выше 100 килограммов. В 1989 году ему был поставлен диагноз шизофрения. По собственному заявлению, музыка помогала Уиллису перебороть голоса в его голове.
Уэсли Уиллис написал свыше 1000 песен и записал более 50 альбомов. Персонажами множества песен являются разные знаменитости (Иисус Христос, Джелло Биафра, Аланис Мориссетт, Арнольд Шварценеггер, Аль Капоне и многие другие). Его песни часто очень схожи между собой по мотиву, гармонии и мелодиям, но различаются причудливыми текстами, напоминающими поток сознания.
Его записи выпущены, в частности, лейблом Alternative Tentacles, принадлежащим Джелло Биафре — его поклоннику и бывшему лидеру Dead Kennedys. Хоть и редко, но всё же появлялся на телевидении (MTV, VIVA, шоу Говарда Стерна). Среди песен Уиллиса, появившихся в саундтреках: Rock and Roll McDonald’s («Рок-н-ролльный Макдоналдс», фильм «Двойная порция») и Birdman Kicked my Ass («Человек-птица надрал мне задницу»). Популярность Уиллиса существенно возросла благодаря распространению его песен через системы обмена файлами.
Умер в 2003 году в возрасте 40 лет от последствий хронической миеолоидной лейкемии.
Ему посвящён трибьют-альбом под названием Loved Like a Milkshake.

## Прочие факты
- Слоган софтверного музыкального проигрывателя Winamp Winamp, it really whips the Llama’s ass вдохновлён песней Уиллиса Whip the Llama’s Ass из альбома Guitar Rock of Ages[источник не указан 3441 день].
- Некоторые песни Уиллиса заканчиваются присказкой Rock over London, Rock on Chicago[значимость факта?].

## Фильмы
- Im Zentrum des rasenden Stillstands — документальный фильм о совместном американском турне Уиллиса и немецкой группы Goldenen Zitronen. Германия, 2003.
- The Daddy of Rock 'N' Roll — документальный фильм об Уиллисе, 2003 (en:The Daddy of Rock 'N' Roll).